# Goldstone
Goldstone – osada w Anglii, w hrabstwie Shropshire. Leży 26 km na północny wschód od miasta Shrewsbury i 217 km na północny zachód od Londynu.